# Бакопа

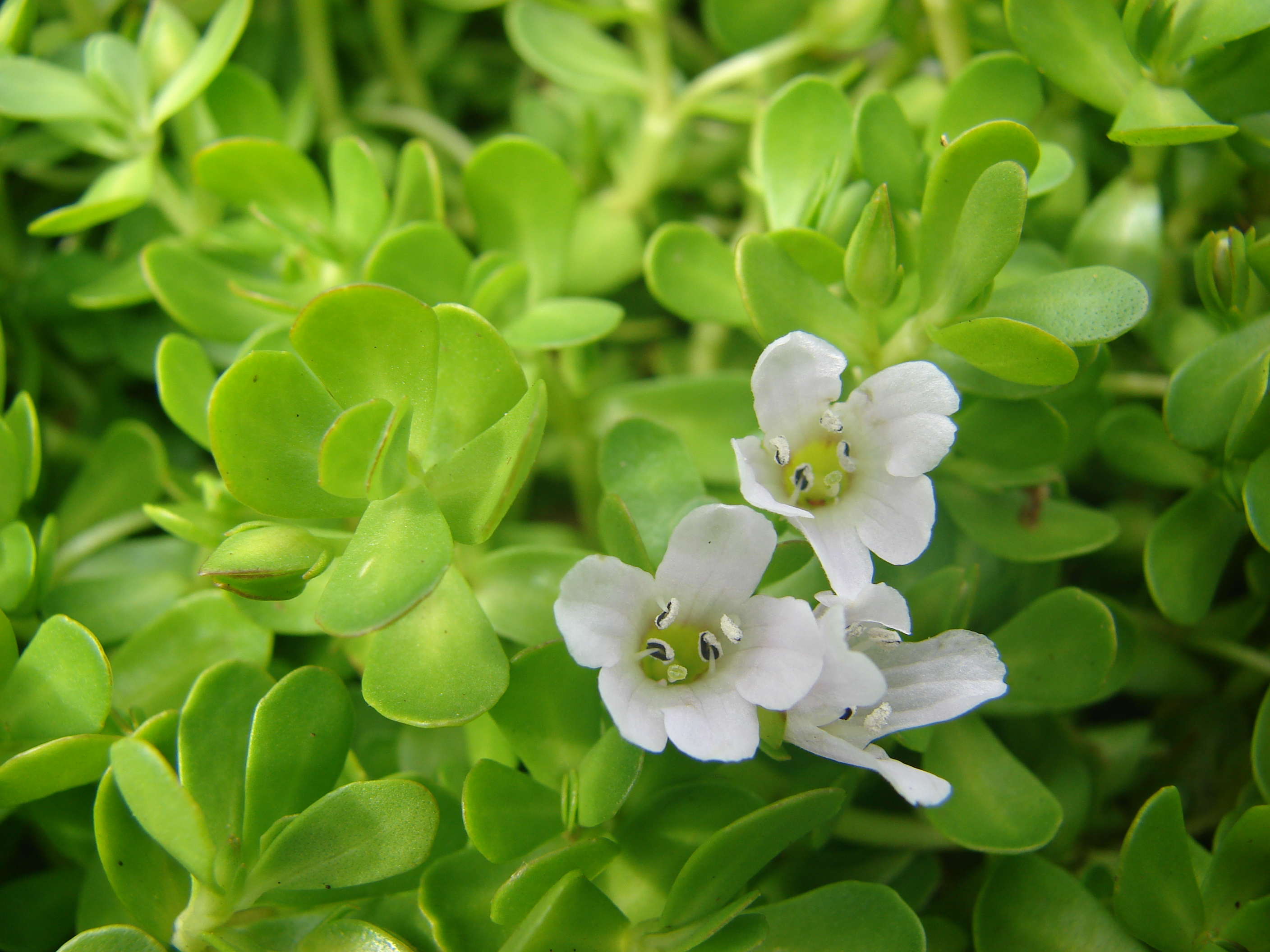
Bacopa monnieri

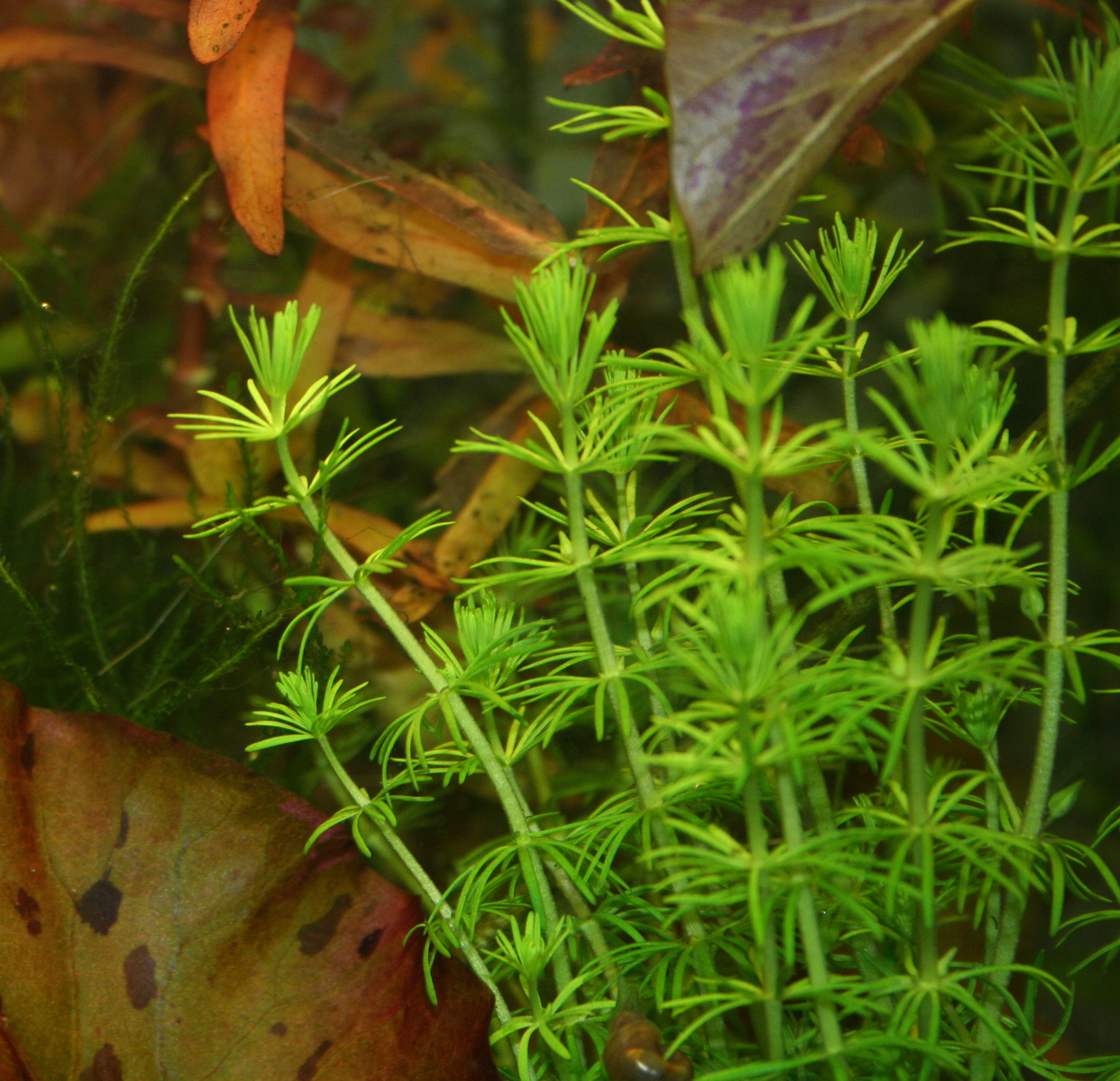
Bacopa myriophylloides

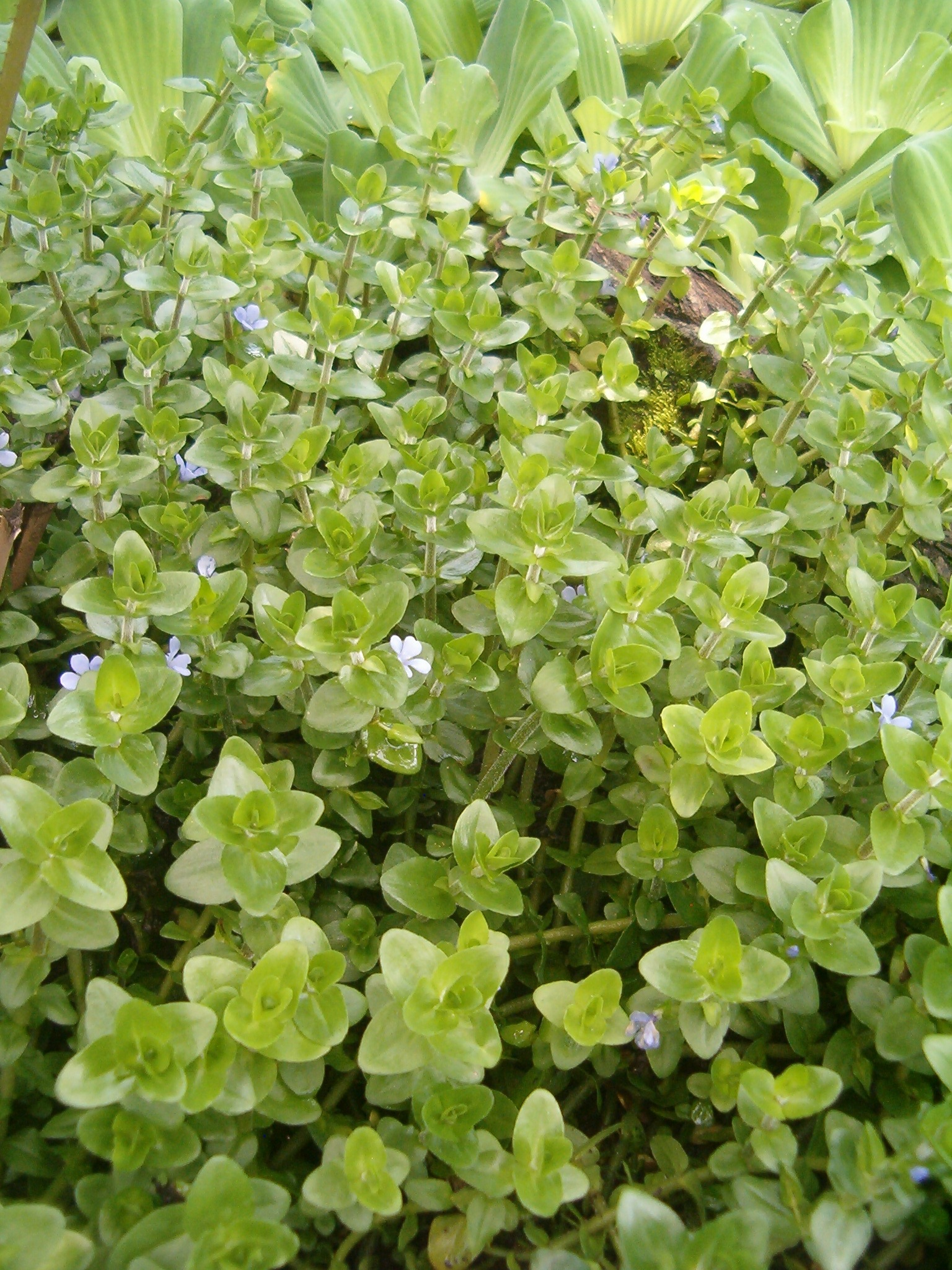
Bacopa caroliniana

Бакопа (лат. Bacopa) — рід рослин родини подорожникові (Plantaginaceae), охоплює близько 60 видів сукулентних, водних (гідатофіти) або водолюбних (гідрофіти) кореневищних сланких багаторічних рослин. Деякі види знайшли застосування у декоративному квітникарстві.

## Ботанічний опис
Стебла тонкі вилягаючі або сланкі, повзучі, кущ активно розростається у ширину. Листки дрібні, яйцеподібні або широко-еліптичні, зелені, оливково-зелені, із зубчатим краєм, чергові або (у підводних видів) лінійні. Цвіте влітку, тривало, дрібними трубчастими або дзвоникоподібними квітками, Оцвітина білого, блакитного, синього кольору.

## Поширення
Росте у невеликих водоймах, болотах, на болотистих берегах у тропічних та субтропічних регіонах Африки, Азії, Австралії та Америки.

## Використання у культурі
В умовах помірного клімату широко використовується сорт Bacopa speciosa 'Snowflake': як ампельні рослини, у озелененні балконів; у відкритому ґрунті - у квітниках, по берегах садових водойм; як ґрунтопокривні рослини у зимових садах.

## Види
За даними The Plant List:
| - Bacopa albida (Pennell) Standl. - Bacopa amplexicaulis (Pursh) Wettst. - Bacopa angulata (Benth.) Loefgr. & Edwall - Bacopa appressa (Pennell) Standl. - Bacopa aquatica Aubl. - Bacopa arenaria (J.A.Schmidt) Loefgr. & Edwall - Bacopa axillaris (Benth.) Standl. - Bacopa bacopoides (Benth.) Pulle - Bacopa beccabunga (Griseb.) B.L.Rob. - Bacopa bracteolata Standl. - Bacopa braunii (Ernst) Pennell - Bacopa callitrichoides (Kunth) Pennell - Bacopa caroliniana (Шаблон:Walter) B.L.Rob. — Бакопа каролинская - Bacopa cladostyla Chodat ex Eskuche - Bacopa cochlearia (Huber) L.B.Sm. - Bacopa connata (Pennell) Pennell - Bacopa crenata (P.Beauv.) Hepper - Bacopa decumbens (Fernald) F.N.Williams - Bacopa depressa (Benth.) Loefgr. & Edwall - Bacopa diffusa (Willd. ex Cham. & Schltdl.) Loefgr. & Edwall - Bacopa divaricata (J.A.Schmidt) Loefgr. & Edwall - Bacopa dubia Chodat & Hassl. - Bacopa egensis (Poepp. & Endl.) Pennell | - Bacopa eisenii (Шаблон:Kellogg) Pennell - Bacopa elongata (Benth.) Pennell - Bacopa floribunda (R.Br.) Wettst. - Bacopa gracilis (Benth.) Loefgr. & Edwall - Bacopa grandiflora (Benth.) Descole & Borsini - Bacopa gratioloides (Cham.) Chodat - Bacopa hamiltoniana (Benth.) Wettst. - Bacopa humifusa (Griseb.) B.L.Rob. - Bacopa imbricata (Benth.) Pennell - Bacopa innominata (M.Gomez) Alain - Bacopa lacertosa Standl. - Bacopa lanigera (Cham. & Schltdl.) Wettst. - Bacopa laxiflora (Benth.) Edwall - Bacopa lecomtei Bonati - Bacopa lisowskiana Mielcarek - Bacopa longipes (Pennell) Standl. - Bacopa madagascariensis (Benth.) Pennell - Bacopa minuta Borhidi & O.Muniz - Bacopa monnieri (L.) Wettst. - Bacopa monnierioides (Cham.) B.L.Rob. - Bacopa monosticta (Schltdl.) Pennell - Bacopa montevidensis (Spreng.) Herter & Melch. - Bacopa myriophylloides (Benth.) Wettst. | - Bacopa nigrescens (Benth.) Wettst. - Bacopa occultans (Hiern) Hutch. & Dalziel - Bacopa oxycalyx Alain - Bacopa paraguariensis (S.Moore) Hassl. - Bacopa parvula (S.Moore) Pennell - Bacopa pedersenii Rossow - Bacopa pennellii G.M.Barroso & Ichaso - Bacopa punctata Engl. - Bacopa repens (Sw.) Wettst. - Bacopa reptans (Benth.) Edwall - Bacopa rotundifolia (Michx.) Wettst. - Bacopa salzmannii (Benth.) Edwall - Bacopa scabra (Benth.) Descole & Borsini - Bacopa semiserrata (Mart.) B.L.Rob. - Bacopa serpyllifolia (Benth.) Pennell - Bacopa sessiliflora (Benth.) Edwall - Bacopa stellarioides (Cham.) Loefgr. & Edwall - Bacopa stemodioides (Pennell) Pennell - Bacopa stricta (Schrad.) Wettst. ex Edwall - Bacopa tweediei (Benth.) Parodi - Bacopa valerii Standl. & L.O.Williams - Bacopa versicolor Herter & Melch. - Bacopa verticillata (Pennell & Gleason) Pennell |